# Групова збагачувальна фабрика «Дзержинська»

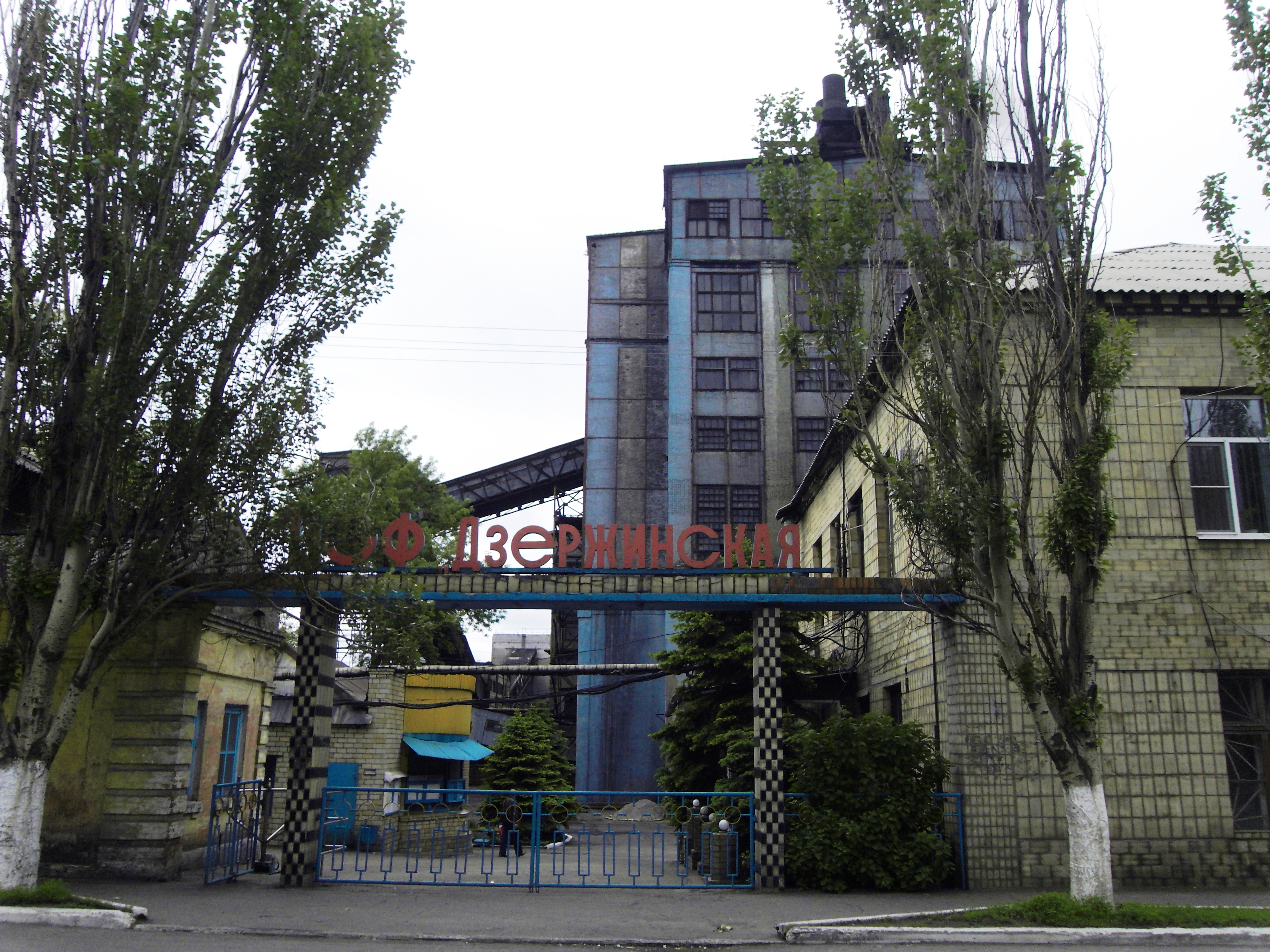
Збагачувальна фабрика «Дзержинська»

Групова збагачувальна фабрика «Дзержинська» — споруджена за проєктом «Південдіпрошахту». Призначена для збагачення коксівного вугілля. Стала до ладу 1952 року з виробничою потужністю 1530 тис. тонн на рік.
Технологічна схема передбачала збагачення місцевого та привізного вугілля до глибини 0 мм трьома машинними класами: 25—125, 6—25 та 0—6 мм у відсаджувальних машинах. Шлам та частина пилу, що відділявся від класу 0—6 мм на відцентрових знепилювачах, збагачувався у флотаційних машинах. Згодом кількість машинних класів зменшили до двох (13—50 та 0,5—13 мм), а в 1960-ті роки відсадку перевели на збагачення некласифікованого вугілля. Операцію знепилювання скасували, а схему обробки шламів модернізували. Проведені зміни та перехід на удосконалені режими з заміною устаткування забезпечили підвищення виробничої потужності до 2700 тис. тонн на рік по переробці рядового вугілля. Однією з нагальних проблем у роботі фабрики залишається зниження наднормативних втрат вугілля з відходами збагачення, зумовлене, перш за все, обмеженими можливостями наявної технології збагачення рядового вугілля з надмірним вмістом природних фракцій.
Місцезнаходження: м. Торецьк, Донецька обл., залізнична станція Кривий Торець.